# Фёдоровка (Запорожский район)
Фёдоровка (укр. Федорівка) — село,
Николай-Польский сельский совет,
Запорожский район,
Запорожская область,
Украина.
Код КОАТУУ — 2322187207. Население по переписи 2001 года составляло 159 человек.

## Географическое положение
Село Фёдоровка находится на правом берегу реки Днепр,
на расстоянии в 2 км от сёл Новопетровка и Крыловское.

## История
- 1928 год — дата основания.